# SN 1054
SN 1054 – supernowa obserwowana przez chińskich oraz arabskich astronomów w 1054 roku. Jej jasność była około czterokrotnie większa niż Wenus. Była doskonale widoczna przez całą dobę przez 23 dni, a w nocy przez 653 dni. SN 1054 jest jedną z nielicznych znanych ludzkości supernowych, które wybuchły w naszej Galaktyce.
SN 1054 pozostawiła po sobie Mgławicę Kraba, oznaczoną pierwszym numerem w słynnym katalogu Charles’a Messiera oraz znajdujący się w jej centrum pulsar PSR B0531+21.
W 2009 japońscy naukowcy odkryli ślady pozostawione przez wybuch w rdzeniu lodowym z Antarktyki.

## Galeria

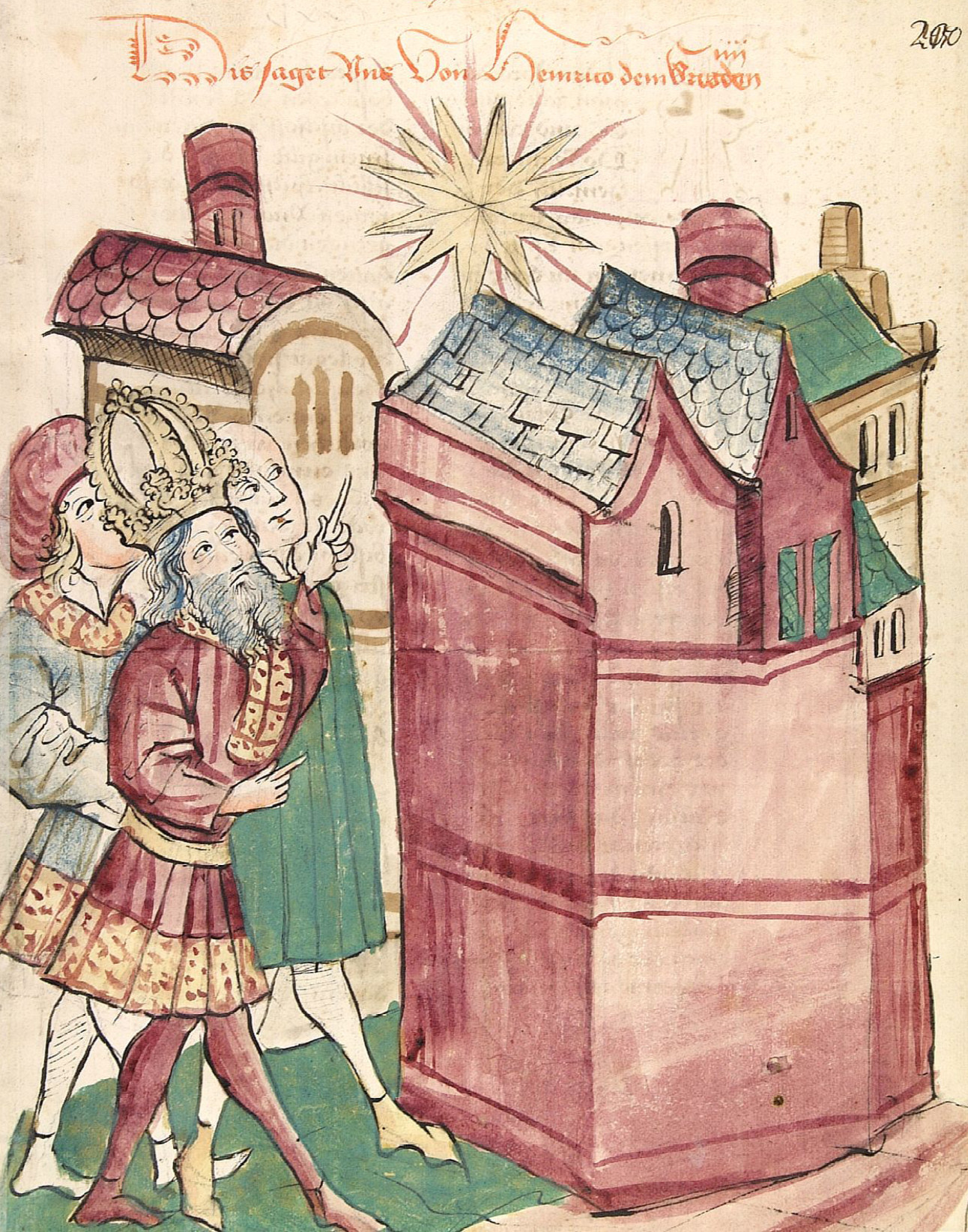
Cesarz Henryk III widzący nowo wschodzącą gwiazdę nad dachami w Tivoli
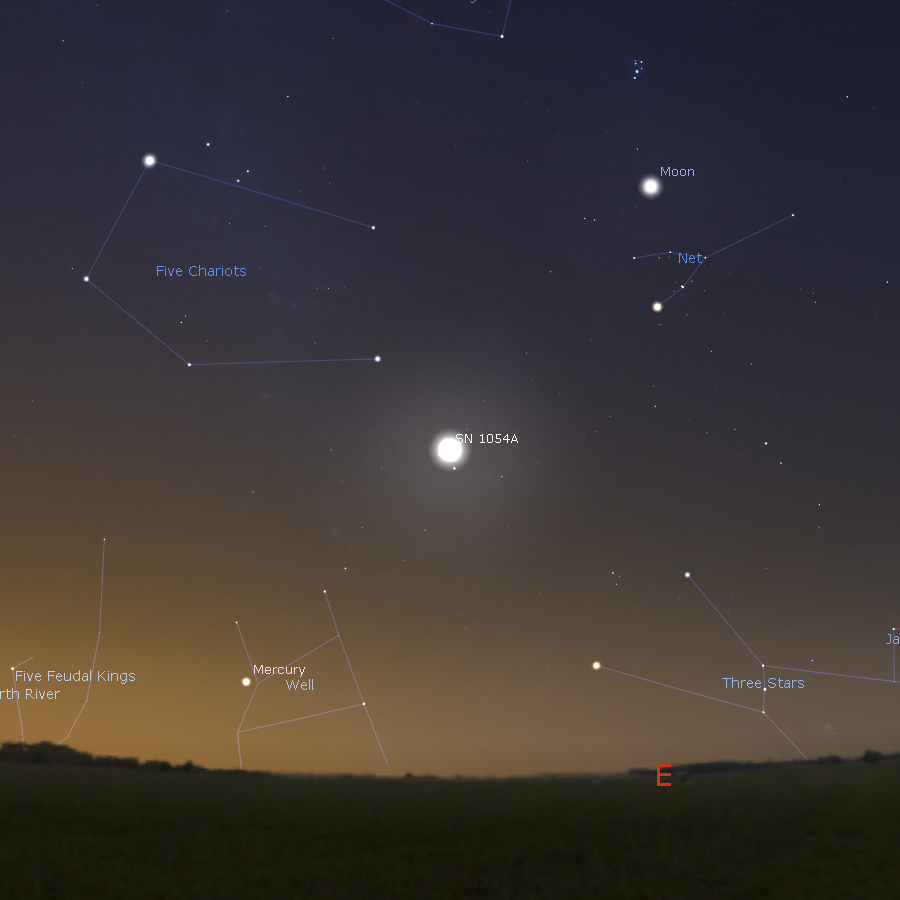
Wizualizacja supernowej SN 1054 na nocnym niebie